# ماهر عبد الرشيد
ماهر عبد الرشيد محمد الناصري (من مواليد 1942 في تكريت، وتوفى 29 حزيران 2014 في السليمانية) وهو قائد عسكري عراقي، خريج الكلية العسكرية الأولى في الدورة (38) وكان قائداً للفيلق الثالث، وشارك في الحرب العراقية الإيرانية، وقاد الفيلق السابع في معركة تحرير الفاو عام 1988 م، بعدها أحيل على التقاعد من الخدمة في عام 1992م. وقد كلفهُ الرئيس صدام حسين في الأسبوع الأول من الغزو الأمريكي للعراق عام 2003م بالمساعدة في قيادة القاطع الجنوبي في البصرة مع الفريق الأول الركن حسين رشيد محمد تحت امرة علي حسن المجيد. ومن ثم جائهم أمر الأنسحاب من مدينة البصرة بعد تردي الأوضاع في العاصمة بغداد، ولقد أختفى ماهر عبد الرشيد بعد ذلك حتى أُلقي القبض عليهِ في مدينة الديوانية من قبل القوات الأمريكية وبقي في سجن أبو غريب وتم التحقيق معهُ ومن ثم أطلق سراحه في 28 يونيو 2004 لعدم وجود اتهامات ضده.
ويعتبر ماهر عبد الرشيد من قادة الحرب العراقية الإيرانية حيث كان من القادة الذين يثق بهم الرئيس الراحل صدام حسين إذ قاد معارك ضد إيران وأبلى فيها بلاءاً حسناً، كان قريباُ من أسرة الرئيس صدام حسين من حيث النسب والمصاهرة فابنته هي لمى زوجة قصي صدام حسين ولها منهُ ثلاث أبناء وبنت وهم موج ومصطفى الذي قتل مع أبيه وعدنان وصدام.

## مناصبه
من أهم المناصب التي شغلها في الجيش العراقي:
- آمر رعيل دبابات.
- ضابط في مديرية الاستخبارات العسكرية العامة.
- أمر سرية دبابات.
- آمر كتيبة دبابات.
- مدير شعبة استخبارات في قيادة قوات الحدود
- مدير شعبة في مديرية الاستخبارات العامة
- آمر الواء المدرع 12
- الفرقة المدرعة الثالثة
- آمر الواء المدرع 26
- الفرقة الآلية الخامسة
- قائد الفرقة الآلية الخامسة
- قائد فرقة مدرعة
- مدير منظومة استخبارات المنطقة الجنوبية
- قائد الفيلق الثالث
- قائد الفيلق السابع
- معاون قائد المنطقة الجنوبية

## وفاته
توفي في تاريخ 29 حزيران 2014 في أحد مستشفيات مدينة السليمانية.